# Pareuxoa
Pareuxoa é um gênero de traça pertencente à família Arctiidae.